# Neyts Stenen molen
Neyts Stenen molen is een windmolenrestant in de Oost-Vlaamse plaats Assenede, gelegen aan Trieststraat 41.
Deze ronde stenen molen van het type beltmolen fungeerde als korenmolen.

## Geschiedenis
Reeds in 1775 bestond op deze plaats een standerdmolen en in 1862 werd daar tegenover door dezelfde molenaar Neyts een stenen molen gebouwd. Tot omstreeks 1932 was deze molen in bedrijf. Daarna werd hij ontmanteld en de romp werd ingekort. De molenbelt werd afgegraven. De nog in de molen aanwezige motormaalderij deed dienst tot 1948. De romp werd verbouwd tot woonhuis met garage. De woning werd later verlaten. Drie verdiepingen zijn nog in de romp aanwezig.
- Inventaris van het Bouwkundig Erfgoed (Vlaanderen): 76221